# 佛系貓物語
《佛系貓物語》（ Bakeneko Anzu-chan）是一部2024年上映的日本動畫劇情電影，該電影由久野遙子和山下敦弘執導，SHIN-EI ANIMATION與Miyu Productions聯合製作，改編自今城隆的同名漫畫《妖怪貓小杏》。森山未來為小杏配音，五藤希愛則為花梨配音。
該電影由日本和法國共同合作，於2024年7月19日在日本上映。電影採用轉描動畫技術，即從真人畫面中提取動作和表情並製作動畫的繪製方式，台詞使用拍攝時錄製的原始音訊。

## 劇情大綱
自幼喪母的花梨，父親為避債而將她暫放在僧侶祖父的佛寺裡，轉交在佛寺內打雜的貓大叔「小杏」照顧。花梨見父親失約未回，便拜託小杏陪她到東京尋親。有天，花梨跟著貧窮神誤闖到了異世界，在那裡與剛重遇的母親開展一場新歷險。

## 配音員
- 小杏：森山未來
- 花梨：五藤希愛
- 哲也：青木崇高
- 柚季：市川實日子
- 和尚：鈴木慶一（日语：鈴木慶一）
- 貧窮神：水澤紳吾（日语：水澤紳吾）
- 狸：裙子（樂隊）（日语：スカート_(バンド)）
- 閻魔大王：宇野祥平（日语：宇野祥平）

## 製作人員
- 原作：今城隆（日语：いましろたかし）《妖怪貓小杏》[1]
- 導演：久野遙子（日语：久野遥子）、山下敦弘[1]
- 編劇：今岡信二[3]
- 音樂：鈴木慶一（日语：鈴木慶一）
- 主題曲：佐藤千亞妃「またたび」（A.S.A.B）
- 剪輯：小島俊彥
- 角色設計：久野遙子
- 作畫監督：石館渡子、中內友紀惠
- 美術監督/色彩設計：Julien De Man
- 色彩指定：橫井美加
- 合成開發：Guillaume Cassuto
- 攝影監督：牧野真人
- CG監督：飯塚智香
- 音響監督：瀧野麻清（日语：滝野ますみ）
- 攝影：池內義浩
- 錄音：彌榮裕樹
- 剪輯：小島俊彦
- 剪輯工作室：岡安製作（日语：岡安プロモーション）
- 造型師：伊賀大介（日语：伊賀大介）
- 美術：龍田哲兒
- 助理導演：安藤耕平
- 製片：近藤慶一、Emmanuel-Alain Raynal、Pierre Baussaron、根岸洋之
- 製作：新銳動畫、Miyu Productions[1]
- 製作委員會：「妖怪貓小杏」製作委員會[3]
- 發行：TOHO NEXT[3]

### 真人製作團隊
- 實景製作公司：Match Point
- 執行製片人：植野亮
- 攝影：池內義浩
- 美術：龍田哲児、中山美京、安蒜さら
- 錄音：弥栄裕樹
- 造型設計：伊賀大介（日语：伊賀大介）
- 服裝設計：江口久美子
- 副導演：安藤耕平
- 製作管理：田山雅也

## 音樂

### 主題曲
《またたび》
演唱、作詞、作曲：佐藤千亜妃、編曲：高橋海（LUCKY TAPES）、發行廠牌：A.C.A.B.

## 發行
《佛系貓物語》的製作契機來自山下敦弘對原作者今城崇的喜愛。當時，今城的原作漫畫就擺放在山下的事務所內。擔任山下助理導演的製片人近藤慶一偶然發現了這部漫畫，這成為本作企劃的起點。
2023年安錫國際動畫影展，《佛系貓物語》以「製作中」作品形式亮相，並於同月由GKIDS取得北美發行權，計劃於次年上映。完成版電影於2024年5月21日在坎城影展導演雙週單元首映，7月19日正式在日本上映。
7月21日，電影在幻想曲國際電影節舉行北美首映。同年10月，電影受邀參加釜山國際影展的「露天影院」單元，並於戶外劇場放映。

## 評價
在评论汇总网站爛番茄上，《佛系貓物語》基於17篇評論取得65%新鮮度，觀眾滿意度86%。
Deadline Hollywood的Valerie Complex對此電影讚揚採用實景錄像與動畫結合的表現手法增添真實感，但批評其節奏掌控不足，敘事結構不夠連貫。Cineuropa的Olivia Popp認為影片的動畫風格“充滿魅力且溫暖”，但也指出節奏不均的問題。Screen Daily的溫蒂·伊德（Wendy Ide）則認為配音表現是影片的一大亮點。

## 榮譽
| 獎項             | 日期           | 類別             | 提名                                                                        | 結果 | 參考   |
| ---------------- | -------------- | ---------------- | --------------------------------------------------------------------------- | ---- | ------ |
| 坎城影展         | 2024年5月25日  | 導演雙週         | 《佛系貓物語》                                                              | 提名 | [ 7 ]  |
| 安錫國際動畫影展 | 2024年6月15日  | 水晶獎最佳劇情片 | 《佛系貓物語》                                                              | 提名 | [ 12 ] |
| 錫切斯電影節     | 2024年10月13日 | 最佳劇情片       | 《佛系貓物語》                                                              | 提名 | [ 13 ] |
| 錫切斯電影節     | 2024年10月13日 | 最佳動畫長片     | 《佛系貓物語》                                                              | 提名 | [ 13 ] |
| 亞太電影獎       | 2024年11月30日 | 最佳動畫電影     | 久野遙子、山下敦弘、近藤圭一、伊曼紐爾-艾倫·雷納爾、皮埃爾·鮑薩龍、根岸洋之 | 提名 | [ 14 ] |

## 外部連結
- 映画『化け猫あんずちゃん』公式サイト （页面存档备份，存于）
- 互联网电影数据库（IMDb）上《妖怪貓小杏》的资料（英文）